# Kokenmühle

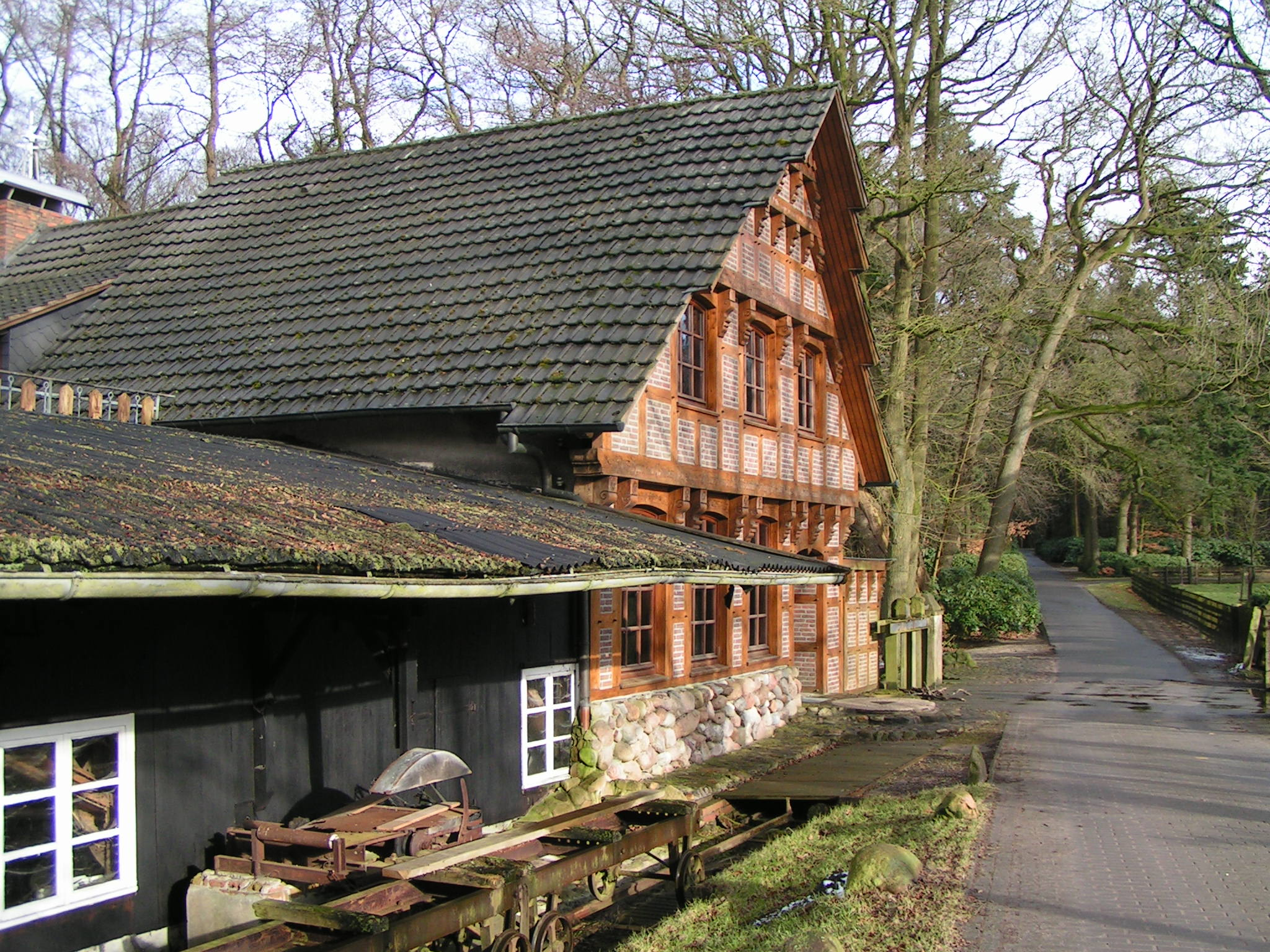
Die Kokenmühle an der Aue

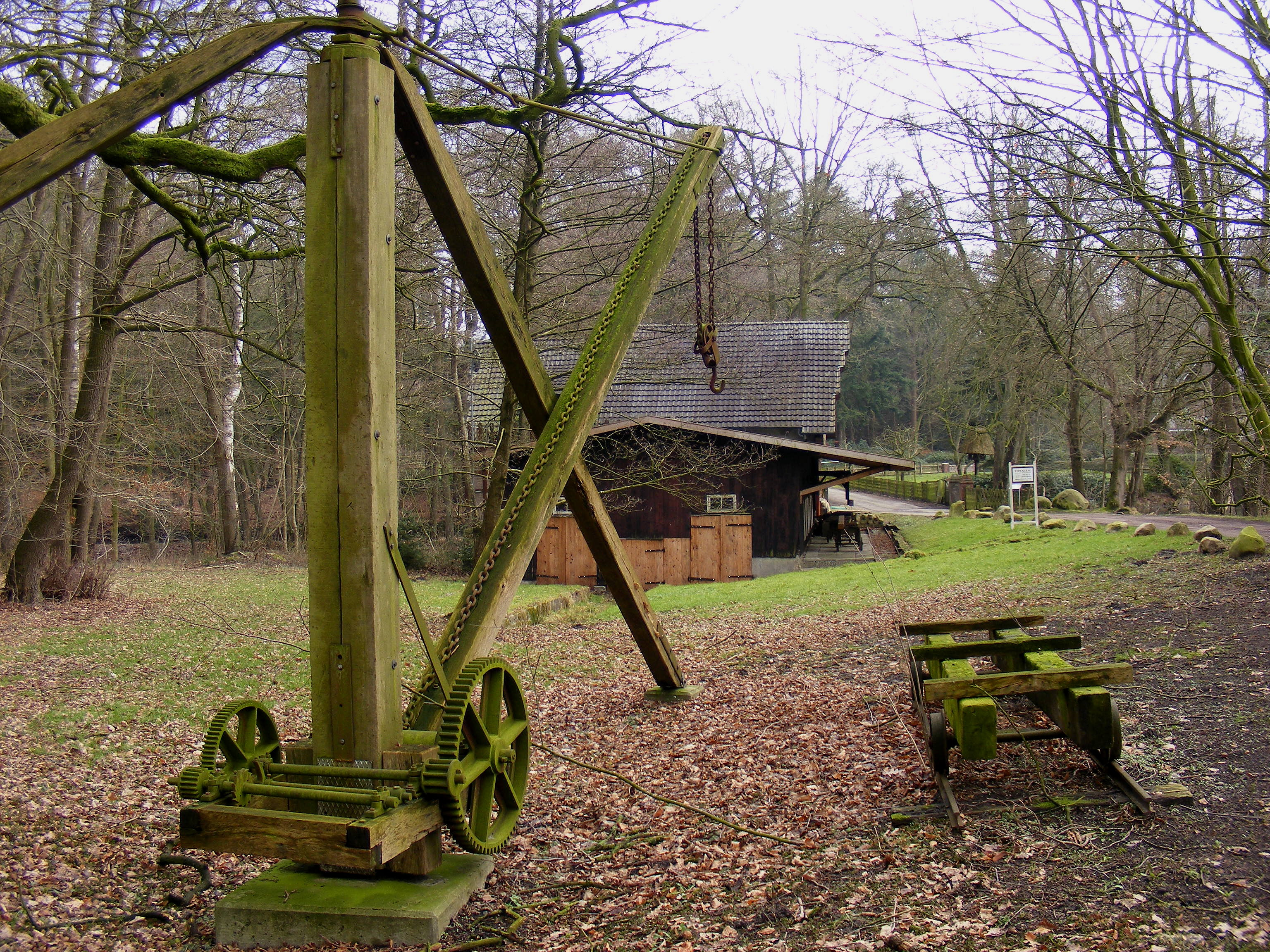
Die angeschlossene Sägerei

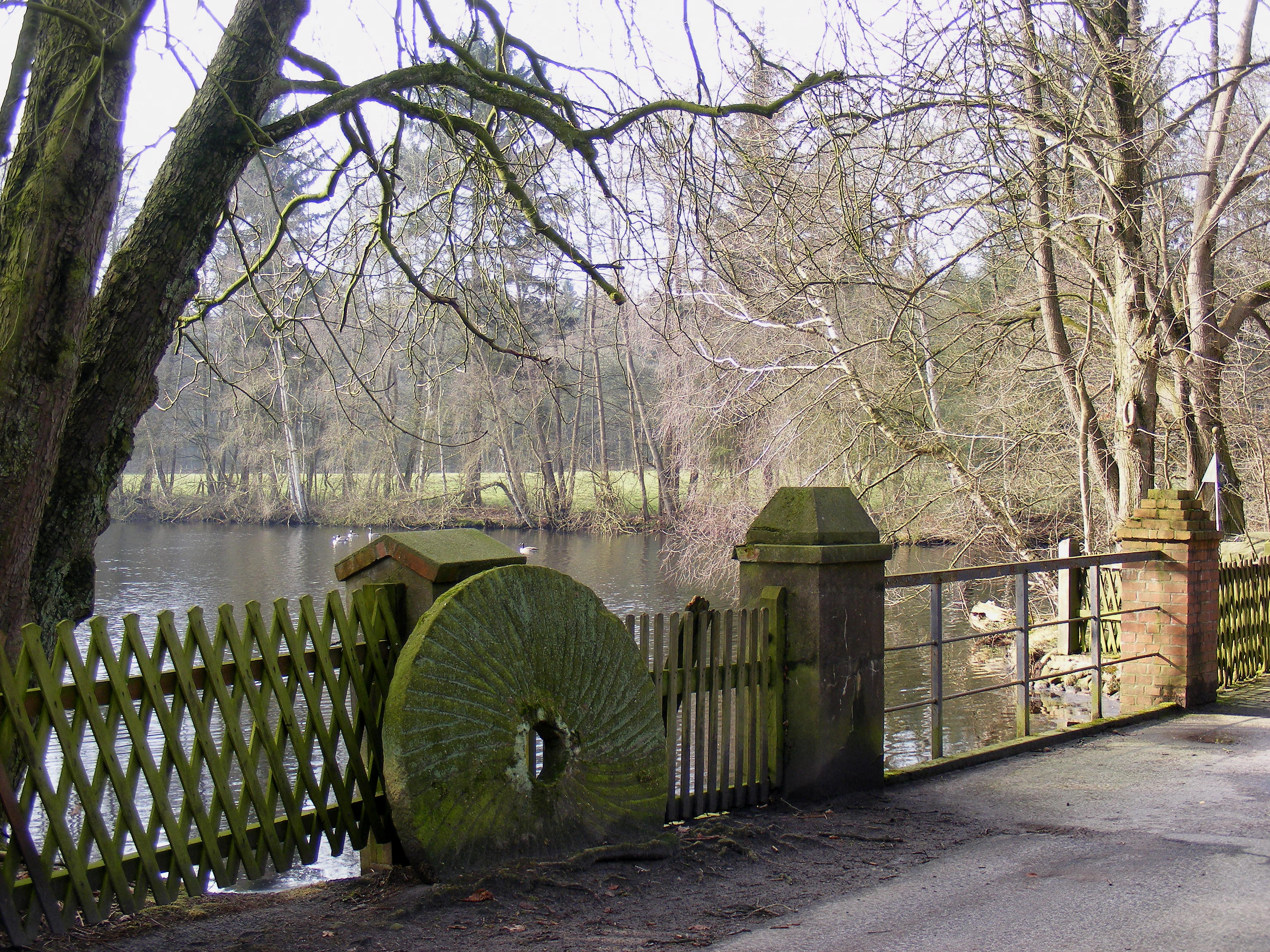
Brücke am Stauwehr

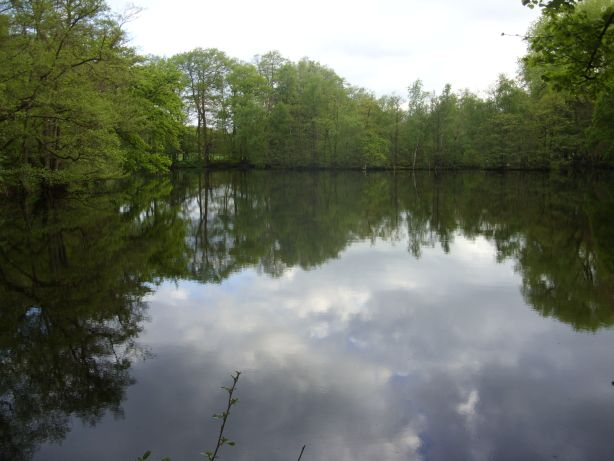
Mühlenteich bei der Kokenmühle

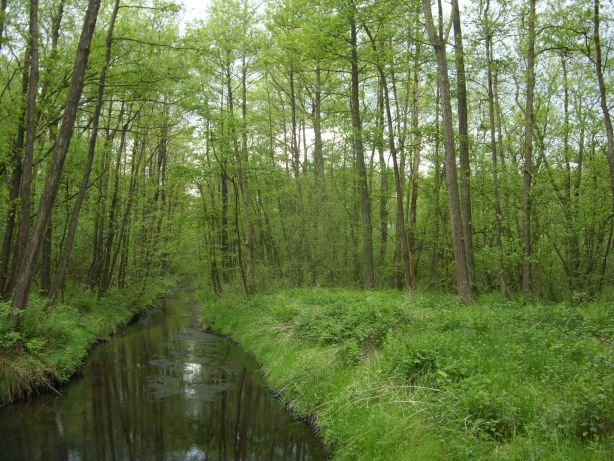
Die Aue im Naturschutzgebiet

Die Kokenmühle ist eine Wassermühle mit Mühlenteich am Fluss Aue, einem sandgeprägten Tieflandbach, im Oldenburger Münsterland. Das Mühlengebäude selbst steht am Westufer der Aue, im äußersten nordöstlichen Zipfel der Emsteker Ortslage Gartherfeld im niedersächsischen Landkreis Cloppenburg, wohingegen das Gehöft Koke samt Mühlenteich und dem Großteil seiner Ländereien auf der östlichen Aueseite in der Visbeker Bauerschaft Endel im Landkreis Vechta liegt.
Die Mühle wurde 1540 urkundlich ersterwähnt.

## Die heutige Mühle
Die auf einem Fundament aus mächtigen Feldsteinen in Eichenfachwerk und rotem Backstein errichtete Mühle verfügt über ein mittelschlächtiges Wasserrad aus dem Jahre 1893 von sechs Metern Durchmesser, das seit dem Wiederaufbau der Mühle nach Zerstörung im Zweiten Weltkrieg zur Stromerzeugung genutzt wird. Eine der Mühle angeschlossene Sägerei aus dem 19. Jahrhundert ist auch heute noch funktionstüchtig. Nachdem das Mühlengebäude 1981 umfassend renoviert worden ist, wird es unter anderem als Veranstaltungsort genutzt. Die Kokenmühle ist seit 2008 Station der Niedersächsischen Mühlenstraße.

## Geschichte der Kokenmühle
Die mit Wasserkraft betriebene Kokenmühle – ursprünglich eine Getreidemühle mit Staurecht und Aalfang – ist seit 1540 im Besitz der Familie Koke, derzeit unter dem Eigentümer Engelbert Koke-Börger. Eine neue Wassermühle wurde 1590 errichtet und 1735 erneuert. Der Getreidemühle wurde 1845 eine noch heute funktionsfähige Sägerei hinzugefügt. Das Mühlengebäude wurde im Zweiten Weltkrieg 1945 durch Bombenangriffe zerstört und anschließend wieder aufgebaut. Die Mühle dient seitdem der Elektrizitätsgewinnung.

## Lage und Umgebung
Die Mühle liegt auf einer Höhe von 34 m ü. NN in reizvoller ländlicher Umgebung unmittelbar am Rande des Naturschutzgebietes „Bäken der Endeler und Holzhauser Heide“, während der Mühlenteich und der Fluss Aue bereits innerhalb des Naturschutzgebietes liegen. Weitläufige Wälder umgeben die Mühle. In fußläufiger Nähe liegt beim Einzelgehöft und Landgasthof Engelmannsbäke das auf die jungsteinzeitliche Trichterbecherkultur (TBK) (3500–2800 v. Chr.) zurückgehende Großsteingrab Heidenopfertisch. Ein weiteres Großsteingrab, der sogenannte Visbeker Bräutigam befindet sich in direkter Nachbarschaft zum Heidenopfertisch auf der Nordseite der Aue, im Landkreis Oldenburg. Die Grabanlagen sind von der im Mai 2009 eröffneten Straße der Megalithkultur, einem Kulturweg des Europarats, vom Landkreis Vechta aus leicht erreichbar.

### Umliegende Ortschaften
Umliegende Ortschaften sind, beginnend von Norden im Uhrzeigersinn, die Gemeinde Großenkneten, die Gemeinde Dötlingen, die Stadt Wildeshausen, die Gemeinde Visbek, der Vechtaer Ortsteil Langförden, die Gemeinde Emstek, die Stadt Cloppenburg sowie der Großenkneter Ortsteil Ahlhorn.
| Ahlhorn (4 km)      | Großenkneten (8 km) | Dötlingen (11 km)    |  |
| Cloppenburg (14 km) |                     | Wildeshausen (12 km) |  |
| Emstek (8 km)       | Langförden (9 km)   | Visbek (5 km)        |  |

Die Entfernungsangaben geben die gerundete Strecke per Luftlinie bis zum jeweiligen Ortszentrum wieder.

### Geographische Besonderheiten
Das Mühlengebäude selber nebst Sägerei liegt links der Aue, direkt an der Grenze der Landkreise Vechta und Cloppenburg in der Emsteker Ortslage Gartherfeld im Landkreis Cloppenburg, und außerhalb des Naturschutzgebietes. Der Mühlenteich samt Stauwehr, der Fluss Aue und der Hof Koke liegen hingegen rechts der Aue, in der Bauerschaft Endel der Gemeinde Visbek im Landkreis Vechta, und – mit Ausnahme des Hofes Koke selber – auch innerhalb des Naturschutzgebietes. An der nördlich der Kokenmühle gelegenen Einmündung der Landwehrbäke in die Aue grenzen die drei Landkreise Oldenburg, Vechta und Cloppenburg aneinander.